# Schermen op de Olympische Zomerspelen 1960
Schermen is een van de sporten die beoefend werden tijdens de Olympische Zomerspelen 1960 in Rome.

## Heren

### floret individueel
| rang   | sporter(s)         | land | punten |
| ------ | ------------------ | ---- | ------ |
| Goud   | Viktor Zjdanovitsj | URS  | 7      |
| Zilver | Joeri Sissikin     | URS  | 4      |
| Brons  | Albert Axelrod     | USA  | 3      |
| 4      | Witold Woyda       | POL  | 3      |
| 5      | Mark Midler        | URS  | 3      |
| 6      | Roger Closset      | FRA  | 2      |
| 7      | Henry Hoskyns      | GBR  | 2      |
| 8      | Christian d'Oriola | FRA  | 1      |

### floret team
| rang   | sporter(s)                                                                                | land |
| ------ | ----------------------------------------------------------------------------------------- | ---- |
| Goud   | Viktor Zjdanovitsj Mark Midler Joeri Roedov Joeri Sissikin German Svesjnikov              | URS  |
| Zilver | Alberto Pellegrino Luigi Carpaneda Mario Curletto Aldo Aureggi Edoardo Mangiarotti        | ITA  |
| Brons  | Jürgen Theuerkauff Tim Gerresheim Eberhard Mehl Jürgen Brecht                             | EUA  |
| 4      | Jenő Kamuti Ferenc Czvikovszky Mihály Fülöp László Kamuti József Gyuricza József Sákovics | HUN  |
| 5      | Jacky Courtillat Guy Barrabino Jean-Claude Magnan Christian d'Oriola Claude Netter        | FRA  |
| 5      | Ryszard Parulski Jan Różycki Egon Franke Witold Woyda Ryszard Kunze                       | POL  |
| 5      | Allan Jay Arnold Cooperman René Paul Henry Hoskyns Angus McKenzie                         | GBR  |
| 5      | Joseph Paletta Daniel Bukantz Eugene Glazer Albert Axelrod Harold Goldsmith               | USA  |

### degen individueel
| rang   | sporter(s)         | land | punten |
| ------ | ------------------ | ---- | ------ |
| Goud   | Giuseppe Delfino   | ITA  | 5      |
| Zilver | Allan Jay          | GBR  | 5      |
| Brons  | Bruno Khabarov     | URS  | 4      |
| 4      | József Sákovics    | HUN  | 4      |
| 5      | Roger Achten       | BEL  | 3      |
| 6      | Yves Dreyfus       | FRA  | 3      |
| 7      | Armand Mouyal      | FRA  | 3      |
| 8      | Giambattista Breda | ITA  | 1      |

### degen team
| rang   | sporter(s)                                                                                                   | land |
| ------ | --- | ---- |
| Goud   | Giuseppe Delfino Alberto Pellegrino Carlo Pavesi Edoardo Mangiarotti Fiorenzo Marini Gianluigi Saccaro       | ITA  |
| Zilver | Allan Jay Michael Howard John Pelling Henry Hoskyns Raymond Harrison Michael Alexander                       | GBR  |
| Brons  | Valentin Tsjernikov Goeram Kostava Arnold Tsjernoesjevitsj Bruno Khabarov Aleksandr Pavlovsky                | URS  |
| 4      | József Marosi Tamás Gábor István Kausz József Sákovics Árpád Bárány                                          | HUN  |
| 5      | Göran Abrahamsson Hans Lagerwall Berndt-Otto Rehbinder Orvar Lindwall Ulf Ling-Vannérus Carl-Wilhelm Engdahl | SWE  |
| 5      | Helmut Anschütz Walter Köstner Paul Gnaier Fritz Zimmermann Dieter Fänger Georg Neuber                       | EUA  |
| 5      | Claudio Polledri Michel Steininger Jules Amez-Droz Charles Ribordy Hans Peter Bässler Paul Meister           | SUI  |
| 5      | Edouard Schmit Edmond Gutenkauf Robert Schiel Roger Theisen Rodolphe Kugeler                                 | LUX  |

### sabel individueel
| rang   | sporter(s)         | land | punten |
| ------ | ------------------ | ---- | ------ |
| Goud   | Rudolf Kárpáti     | HUN  | 5      |
| Zilver | Zoltán Horváth     | HUN  | 4      |
| Brons  | Wladimiro Calarese | ITA  | 4      |
| 4      | Claude Arabo       | FRA  | 4      |
| 5      | Wojciech Zabłocki  | POL  | 4      |
| 6      | Jerzy Pawłowski    | POL  | 3      |
| 7      | David Tyschler     | URS  | 2      |
| 8      | Jakov Rylski       | URS  | 2      |

### sabel team
| rang   | sporter(s)                                                                                   | land |
| ------ | -------------------------------------------------------------------------------------------- | ---- |
| Goud   | Zoltán Horváth Rudolf Kárpáti Tamás Mendelényi Pál Kovács Gábor Delneky Aladár Gerevich      | HUN  |
| Zilver | Andrzej Piątkowski Emil Ochyra Wojciech Zabłocki Jerzy Pawłowski Ryszard Zub Marek Kuszewski | POL  |
| Brons  | Wladimiro Calarese Giampaolo Calanchini Pierluigi Chicca Mario Ravagnan Roberto Ferrari      | ITA  |
| 4      | Allan Kwartler George Worth Michael D'Asaro Alfonso Morales Rex Dyer Tibor Nyilas            | USA  |
| 5      | Claude Arabo Claude Gamot Jacques Lefèvre Marcel Parent Jacques Roulot                       | FRA  |
| 5      | Emeric Árus Dumitru Mustata Cornel Pelmus Ladislau Rohonyi Ion Szánthó                       | ROU  |
| 5      | Walter Köstner Dieter Löhr Jürgen Theuerkauff Peter von Krockow Wilfried Wöhler              | EUA  |
| 5      | Noegzar Asatiani Oemjar Mavlichanov Jakov Rylski Jevgeni Tsjerepovski David Tyschler         | URS  |

## Dames

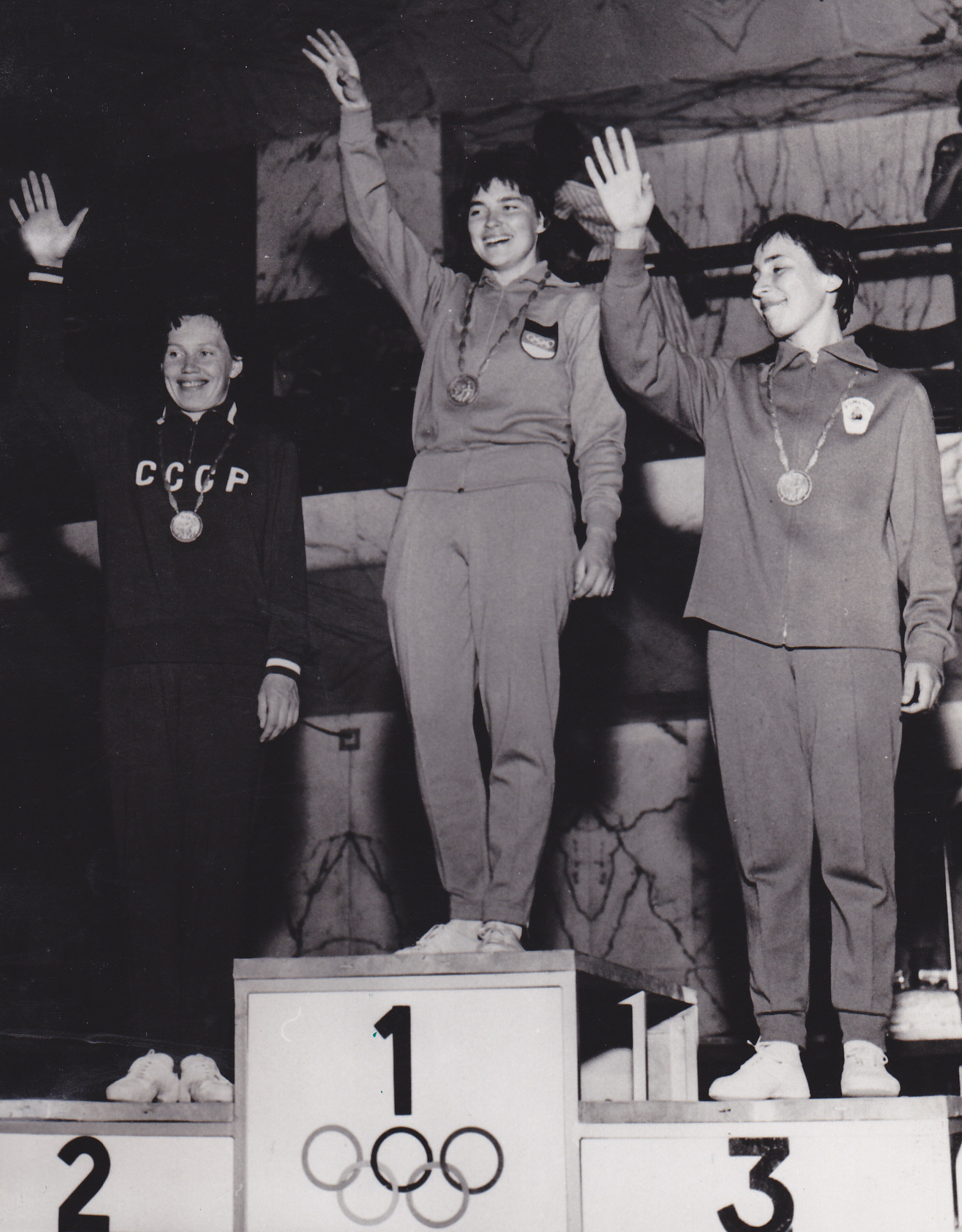
Medaille-uitreiking dames floret individueel

### floret individueel
| rang   | sporter(s)           | land | punten |
| ------ | -------------------- | ---- | ------ |
| Goud   | Heidi Schmid         | EUA  | 6      |
| Zilver | Valentina Rastvorova | URS  | 5      |
| Brons  | Maria Vicol          | ROU  | 4      |
| 4      | Galina Gorochova     | URS  | 4      |
| 5      | Olga Szabó           | ROU  | 4      |
| 6      | Elżbieta Pawlas      | POL  | 2      |
| 7      | María Roldan Tapia   | MEX  | 2      |
| 8      | Waltraud Ebert       | AUT  | 1      |

### floret team
| rang   | sporter(s) | land |
| ------ | --- | ---- |
| Goud   | Valentina Proedskova Aleksandra Zabelina Ljoedmila Sjisjova Tatjana Petrenko Galina Gorochova Valentina Rastvorova | URS  |
| Zilver | Györgyi Székely-Marvalics Ildikó Rejtő Magdolna Nyári-Kovácsné Katalin Juhász-Nagy Lídia Sákovics-Dömölky          | HUN  |
| Brons  | Bruna Colombetti Valleda Cesari Claudia Pasini Irene Camber Antonella Ragno                                        | ITA  |
| 4      | Heidi Schmid Rosemarie Weiss Helga Mees Helga Stroh Helmi Höhle Gudrun Theuerkauff-Vorbrich                        | EUA  |
| 5      | Ecaterina Lazar Eugenia Mateianu Olga Szabó Maria Vicol                                                            | ROU  |
| 5      | Kate Delbarre Renée Garilhe Monique Leroux Françoise Mailliard Régine Veronnet                                     | FRA  |
| 5      | Sylwia Julito Wanda Kaczmarczyk Genowefa Migas Barbara Orzechowska Elżbieta Pawlas                                 | POL  |
| 5      | Elly Botbijl Nina Kleijweg Leni Kokkes-Hanepen Danie van Rossem                                                    | NED  |

## Medaillespiegel
| rang   | land               | goud | zilver | brons | totaal |
| ------ | ------------------ | ---- | ------ | ----- | ------ |
| 1      | Sovjet-Unie        | 3    | 2      | 2     | 7      |
| 2      | Hongarije          | 2    | 2      | 0     | 4      |
| 3      | Italië             | 2    | 1      | 3     | 6      |
| 4      | Duits eenheidsteam | 1    | 0      | 1     | 2      |
| 5      | Groot-Brittannië   | 0    | 2      | 0     | 2      |
| 6      | Polen              | 0    | 1      | 0     | 1      |
| 7      | Verenigde Staten   | 0    | 0      | 1     | 1      |
| 7      | Roemenië           | 0    | 0      | 1     | 1      |
| totaal | totaal             | 8    | 8      | 8     | 24     |